# Phare de Marblehead
Pour l’article homonyme, voir Phare de Marblehead (Massachusetts).
Le phare de Marblehead (en anglais : Marblehead Light), est un phare situé à Marblehead, sur le lac Érié dans le comté d'Ottawa, Ohio. Il est le plus ancien phare américain des Grands Lacs et fait maintenant partie du Marblehead Lighthouse State Park .
Il est inscrit au Registre national des lieux historiques depuis le 17 décembre 1969 sous le n°69000148 .

## Historique
En 1819, le Congrès des États-Unis a reconnu le besoin d'aides à la navigation le long du rivage des Grands Lacs et a réservé 5 000 $ pour la construction d'un phare à l'entrée de la baie de Sandusky. Le phare et la maison de gardien en pierre adjacente ont été réalisées en 1821. Avant son automatisation, 15 gardiens de phare, dont deux femmes, ont entretenu la lumière. En plus de l'allumage du feu, les autres fonctions du gardien de phare consistaient à noter le passage des navires et les conditions météorologiques, et à organiser les opérations de sauvetage. En 1880, la maison de gardien en pierre originale de 1821 a été remplacée par la grande maison de gardien actuelle à ossature de bois. Une station de sauvetage a été construite à 800 mètres à l'ouest du phare en 1876.
Le tournant du siècle a inauguré de nouvelles technologies ainsi que des changements structurels, notamment le réhaussement de la tour. Un mécanisme en forme d'horloge a été installé pour faire pivoter la lanterne, créant ainsi un flash lumineux brillant toutes les 10 secondes. Ce système exigeait que le gardien de phare fasse tourner les poids toutes les trois heures pendant la nuit pour que la lanterne tourne. Une lentille de Fresnel améliorée avec des surfaces de prisme a rendu la lumière plus brillante.
Une lampe électrique a finalement remplacé la lanterne au kérosène en 1923, augmentant considérablement l'intensité du signal. Pendant la Seconde Guerre mondiale, le phare est devenu stratégiquement important pour la défense nationale. Le dernier gardien civil de phare a démissionné et la Garde côtière des États-Unis a assumé la responsabilité de la balise en 1946.
La balise a été automatisée en 1958. Sa finition d'origine étant détériorée par le temps et les intempéries, l'extérieur de la tour du phare a reçu une nouvelle couche de stuc neuf la même année. Le Département des ressources naturelles de l'Ohio entretient la propriété entourant le phare depuis 1972 et a accepté la propriété de la tour du phare de Marblehead en mai 1998. La Garde côtière américaine continue d'exploiter et d'entretenir la balise du phare. En 2012, une lumière LED a été installée. Son signal vert distinctif distingue le signal du phare des lumières blanches provenant des balises aériennes.
En 2001-2002, l'État a rénové la tour et la maison du gardien au coût de 500 000 $. En 2004, la lentille de Fresnel a été renvoyée au phare de la station de garde-côte de Marblehead, où elle était auparavant exposée.

### Marblehead Lighthouse State Park
Le phare fait maintenant partie du parc d'État de Marblehead Lighthouse. Le parc dispose de tables de pique-nique et offre une vue sur le lac Érié, la baie Sandusky et les îles environnantes. La Marblehead Lighthouse Historical Society exploite le musée du phare de Marblehead dans l'ancienne maison du gardien. Les expositions comprennent le phare, une lentille de Fresnel, la récolte de glace, la pêche et l'industrie maritime locale, les navires, la réplique de la station de sauvetage, les fossiles locaux et les épaves.
Il est possible de visiter la tour du phare en été. Le musée est ouvert lorsque des visites sont disponibles. En 2016, une réplique de la station de sauvetage américaine de 1876 a été construite sur la propriété State Park. Le musée de la station de sauvetage est situé près du phare sur la propriété du parc d'État et présente une variété d'expositions et un bateau de sauvetage de la Garde côtière de 27 pieds authentiquement restauré avec un train de lancement.

## Description
Le phare  est une tour conique en pierre avec galerie et lanterne de 20 m de haut. La tour est blanche et le toit de la lanterne est rouge.
Il émet, à une hauteur focale de 20,5 m, une éclat rouge par période de 6 secondes. Sa portée est de 11 milles nautiques (environ 20 km).
Identifiant : ARLHS : USA-472 ; USCG : 7-5250 .

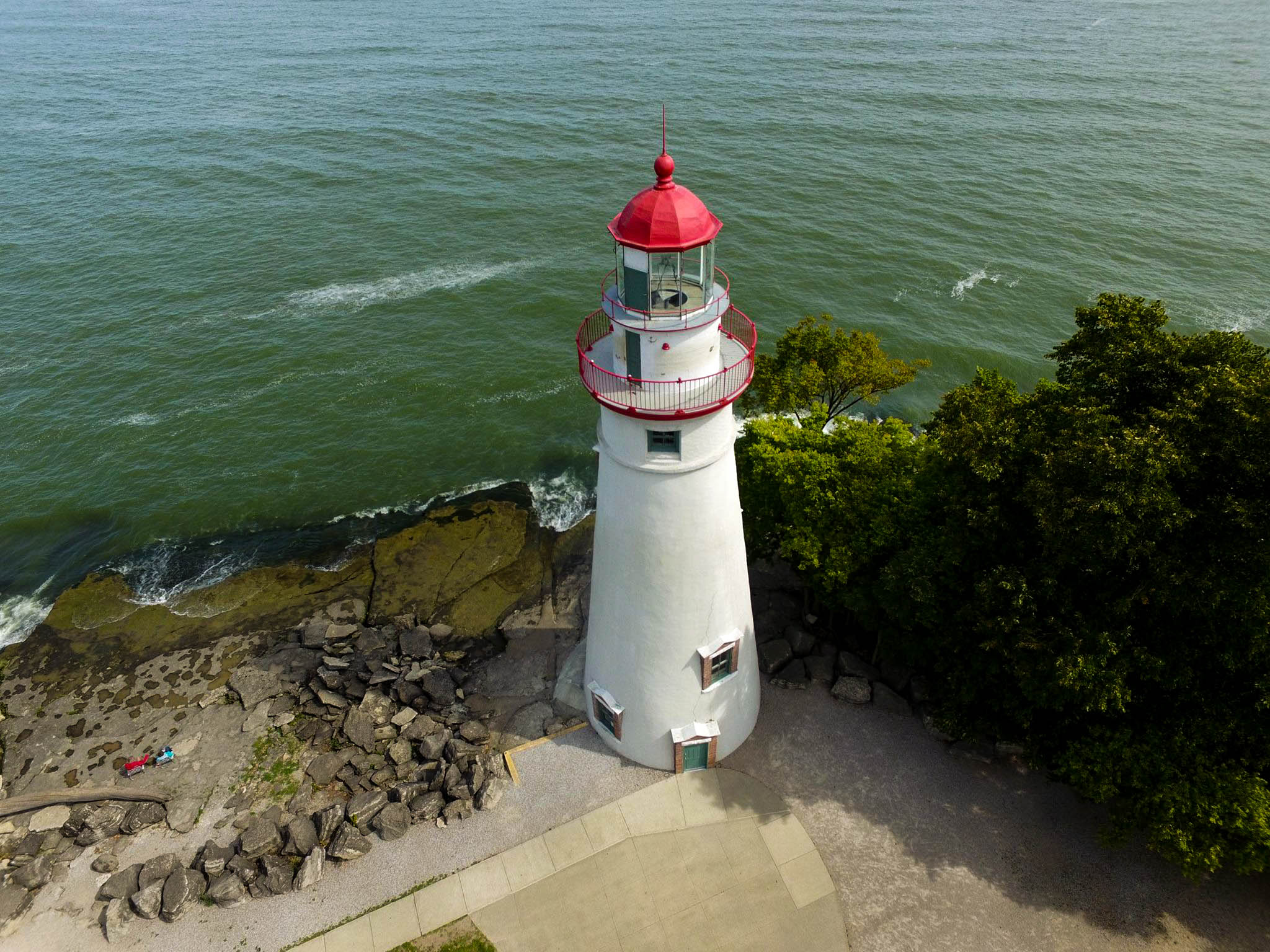
Le phare
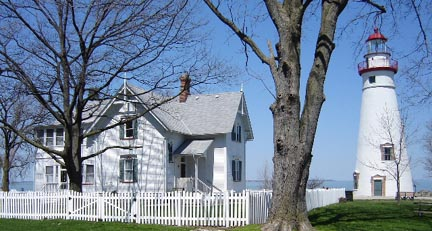
Le phare et ses dépendances

### Lien connexe
- Liste des phares de l'Ohio